# Candiota
Candiota egy község (município) Brazíliában, Rio Grande do Sul pampavidékén. 2022-ben népességét 10 710 főre becsülték.

## Története
A település kialakulása a Candiota-patak partján 1828-ban felfedezett szénhez és az elszállításához létesült vasúthoz kapcsolódik. A Candiota név állítólag a görög betelepülőkre utal, akik Haniából származtak (candiotos = haniáiak).
A hely fontos szerepet játszott a farroupilha-felkelésben; 1836-ban itt vívták a Seival-i csatát, amelyben Bento Gonçalves da Silva forradalmár megfutamítatta a császáriakat, majd Antônio de Souza Neto tábornok vezetésével kikiáltották a Rio Grande-i Köztársaságot.
1992-ben függetlenedett Bagé és Pinheiro Machado községektől, és 1993-ban önálló községgé szerveződött.

## Leírása
Székhelye Candiota, további kerületei Baú, Passo Real de Candiota, Jaguarão Grande, Seival. A községközpont Porto Alegretől 387 (légvonalban 295) kilométerre, Pelotastól 140, Bagétől 45 kilométerre fekszik, az úgynevezett gaúcho pampákon. A gaúchók (az észak-amerikai cowboyokhoz hasonló lovas marhapásztorok) kultúrája jellemzi. Nedves szubtrópusi éghajlatú, forró nyárral és hűvös téllel; a napsütéses órák száma és a hőmérséklet-ingadozás az egyik legnagyobb az országban. A szénben és mészkőben gazdag altalajjal rendelkező község a villamosenergia és a pozzoláncement előállításának központja. Mezőgazdasági szempontból kiemelkedik a szarvasmarha- és a juhtenyésztés, szója-, rizs- és gyümölcstermesztés (füge, szilva, őszibarack, alma, szőlő stb).